# Muralles de Ponte de Lima

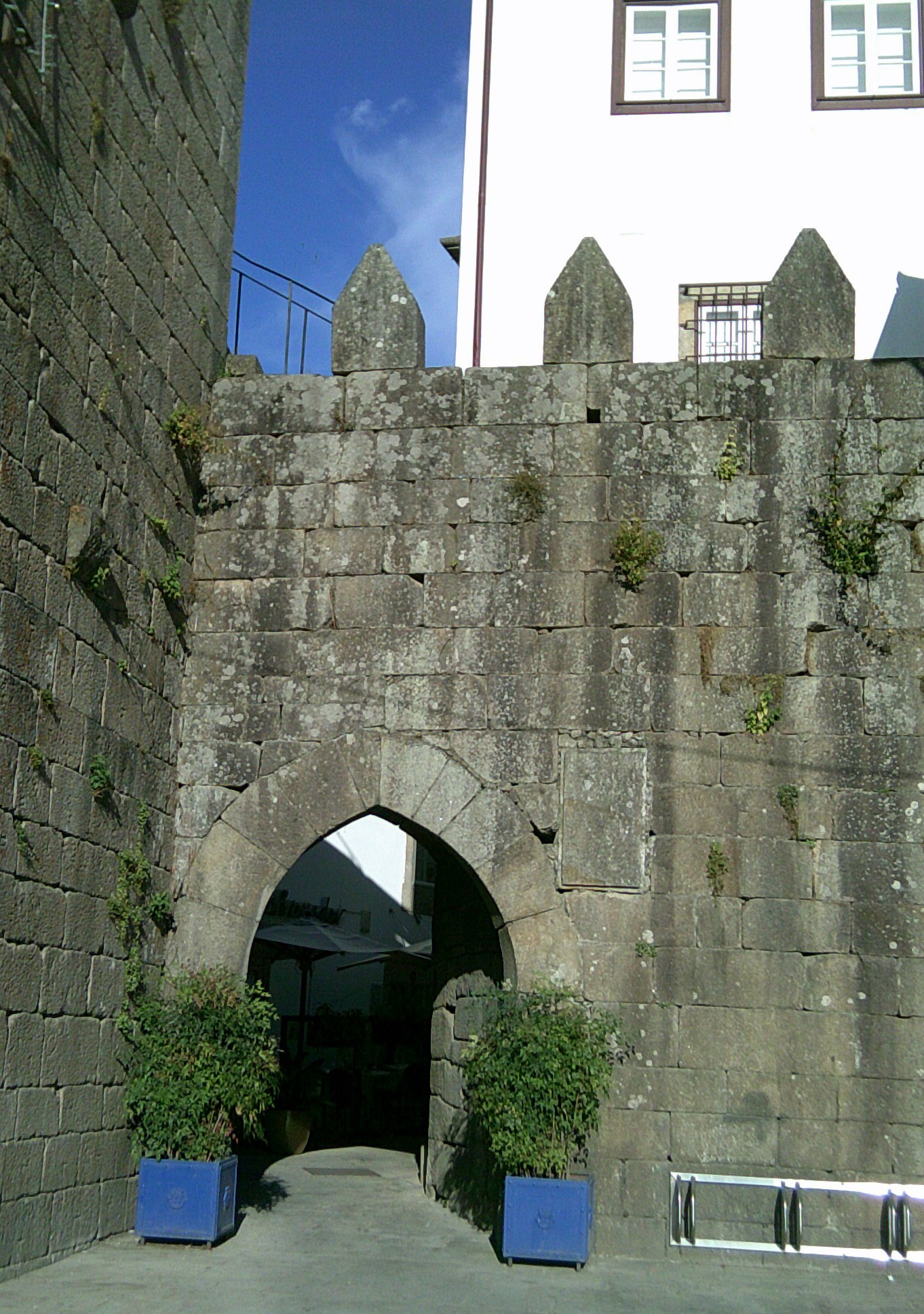
Muralles de Ponte de Lima: arc de la Porta Nova

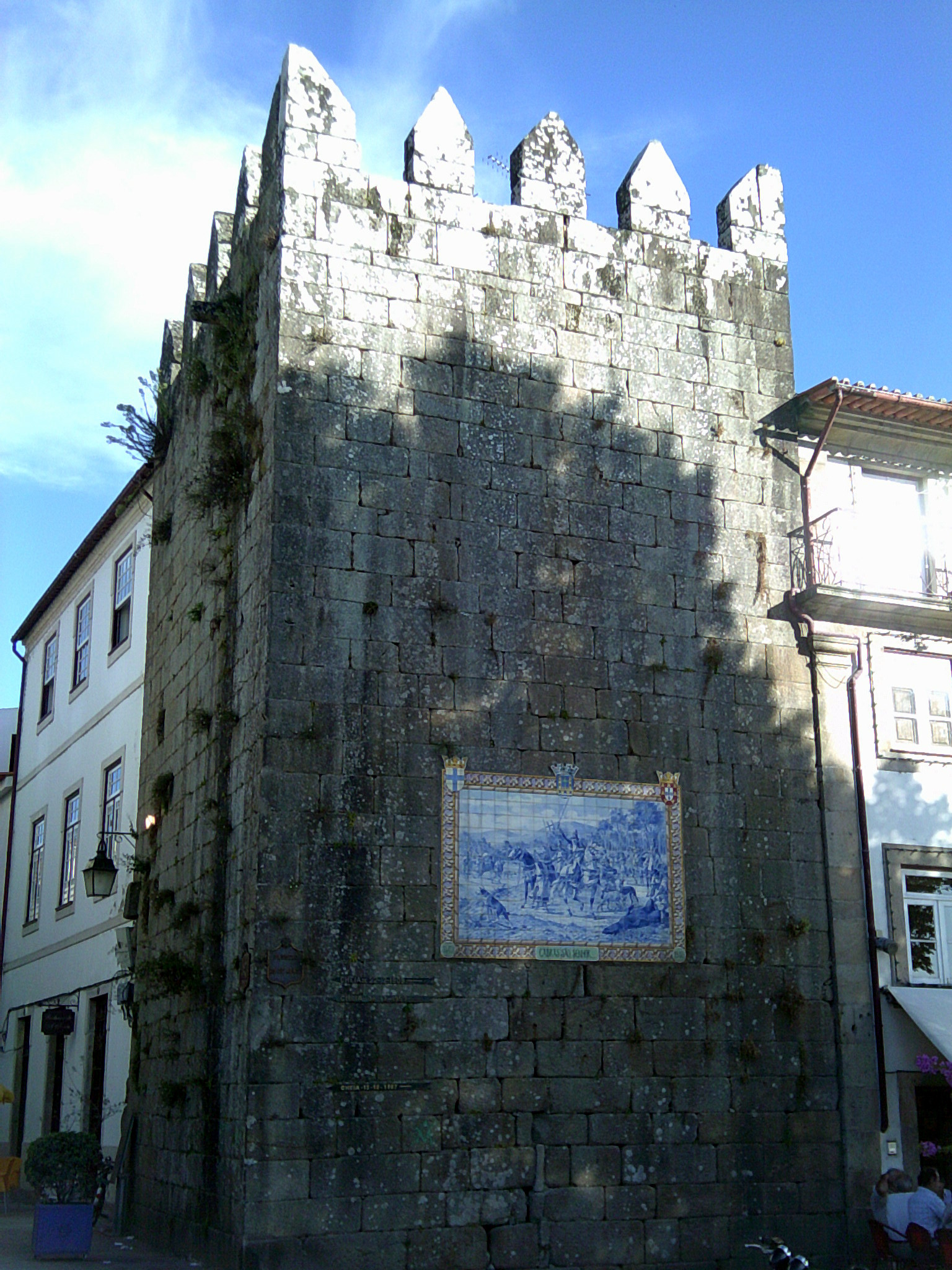
Muralles de Ponte de Lima: Torre de Sâo Paulo

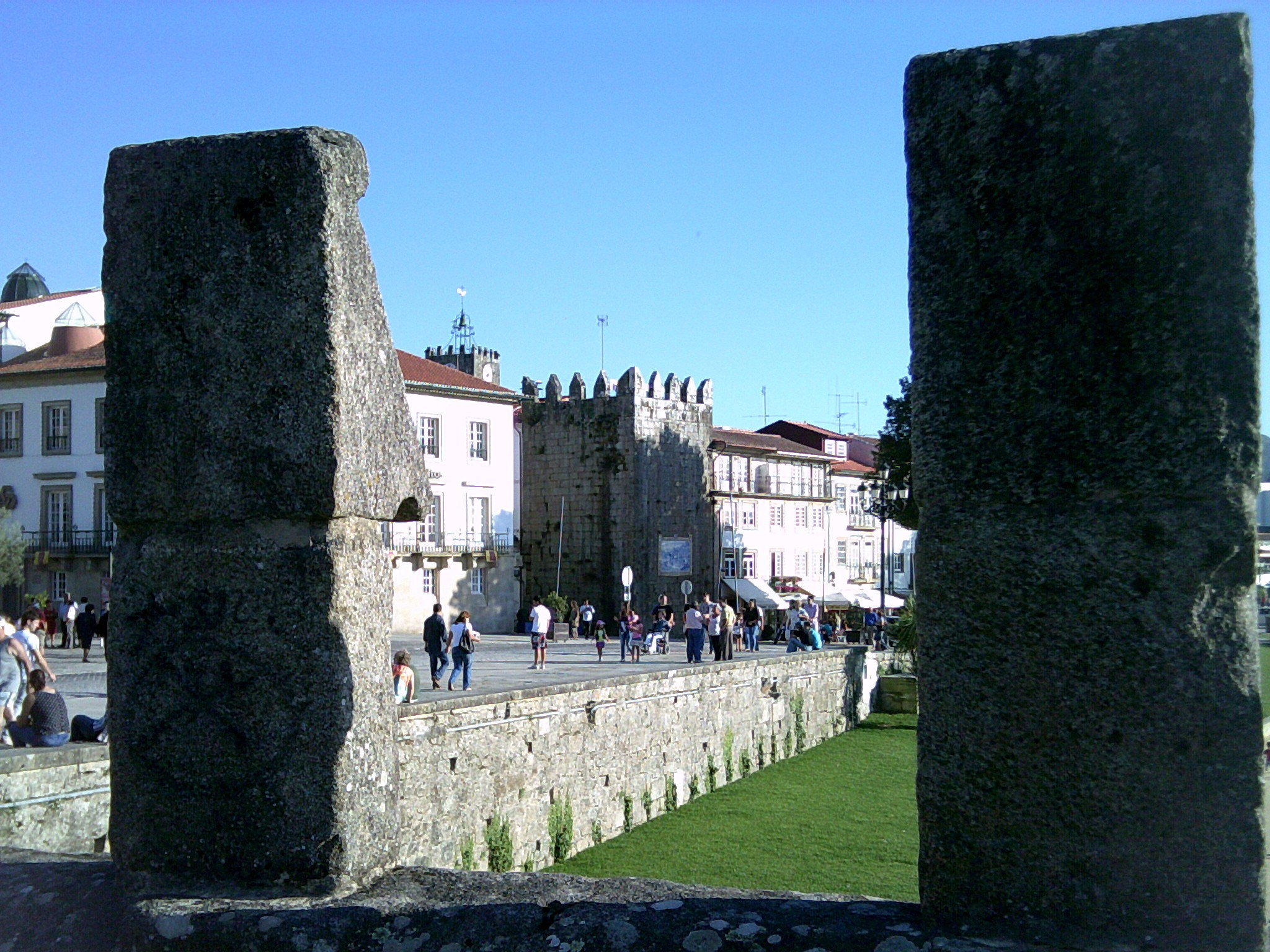
Torre de Sâo Paulo: vista des del Pont Vell

Les muralles de Ponte de Lima es troben a la freguesia de Ponte de Lima, vila i municipi del mateix nom, al districte de Viana do Castelo, a Portugal.
Poc resta de les defenses d'aquesta vila que es considera la més antiga del país, als marges del riu Limia, i capital de l'Alto Minho fins al segle xv.

## Història

### Antecedents
Tot i no haver-hi informacions certes sobre la primitiva ocupació humana d'aquest emplaçament, es trobava al pas del riu Limia, on hi havia un pont romà, substituït, en l'edat mitjana per un altre. D'aquesta manera, a més de la via natural constituïda pel riu, que comunicava el litoral amb l'interior, s'establia una cruïlla amb l'antiga via romana (via XIX de l'Itinerari d'Antoní) que anava de Braga a Astorga, passant per Lugo i Tui, utilitzada posteriorment, en l'edat mitjana, per pelegrins cap a Santiago de Compostel·la.

### La tanca medieval
En el context de la conquista cristiana de la península Ibèrica, aquest dinàmic burg medieval va rebre el seu fur de la comtessa Na Teresa, que n'institucionalitza la fira el 4 de març de 1125. En aquest document s'afirma que ella ha decidit fundar una vila al lloc denominat "Pont", i concedir privilegis a tots els que hi residissen.(1)
De fortificació tardana, les muralles es començaren a alçar en el regnat del rei Pere (1357-1367), el 8 de març de 1359 segons la inscripció original a la Torre Vella. Els treballs se'n conclourien abans de l'11 de maig de 1370, durant el regnat del rei Ferran (1367-1383), i tingueren un important paper estratègic en el regnat de Joan I (1385-1433).
En l'època dels "descobriments" (amb Viana do Castelo), i després en l'etapa colonialista portuguesa, va acumular riquesa per l'explotació del sucre i de l'or de Brasil, la qual cosa es reflecteix fins hui en el seu patrimoni arquitectònic, civil i eclesiàstic. Com a exemple, se cita el petit castell construït el 1469 per Leonel de Lima, 1r vescomte de Vila Nova de Cerveira (transformat en palau al segle xviii), i en el regnat de Manel I (1495-1521), la Torre de la Cadena i la Porta Nova.

### Delseglexviiials nostres dies
La prosperitat feu créixer la vila, i absorbí la tanca tardomedieval. A la fi del segle xviii, la Cambra Municipal va autoritzar la demolició de parts de l'antiga muralla per a reutilitzar-ne la pedra (1787). A mitjan segle XIX en fou demolida una de les darreres torres (1857), l'única foto conservada de la Torre Vella.(1)
Encara en són la Torre de la Cadena Vella i la Torre de Sâo Paulo, classificades com a Immoble d'Interés Públic per Decret de 20 de març de 1945.

## Característiques
La muralla tardomedieval de Ponte da Lima presentava planta oval irregular, relativament extensa, en més d'un quilòmetre. Defensada per una barbacana, contenia nou torres i un pont d'estil gòtic. Posteriorment, en el segle xv, es construí la Torre del Castell, a la vora de la ciutadella, al sud. Del primitiu pont romà resten cinc arcs en volta rodona al costat sud, contrastant amb els arcs ogivals de la reconstrucció tardomedieval.
L'accés a la vila es feia a través de sis portes, de les quals subsisteix la "Porta Nova". De les primitives torres subsistem dues:
La Torre de la Cadena, també denominada Torre de la Porta Nova, del regnat de Manuel I, conclosa el 1511, esdevé una casa forta acastellada, amb planta quadrangular, dividida interiorment en tres paviments. L'estructura presenta finestres superposades; és coronada per merlets piramidals, i llueix al sud l'escut d'armes del sobirà i una esfera armil·lar.(1) 
La Torre de Sâo Paulo, de planta quadrangular coronada per merlets, s'alçà en el segle XIV a la muralla. A la cara enfrontada al riu, hi ha un panell de rajoles de Jorge Colaço, que representa un episodi d'Alfons Henriques (la Cabração).(1) 